# Sonet 136 (William Szekspir)

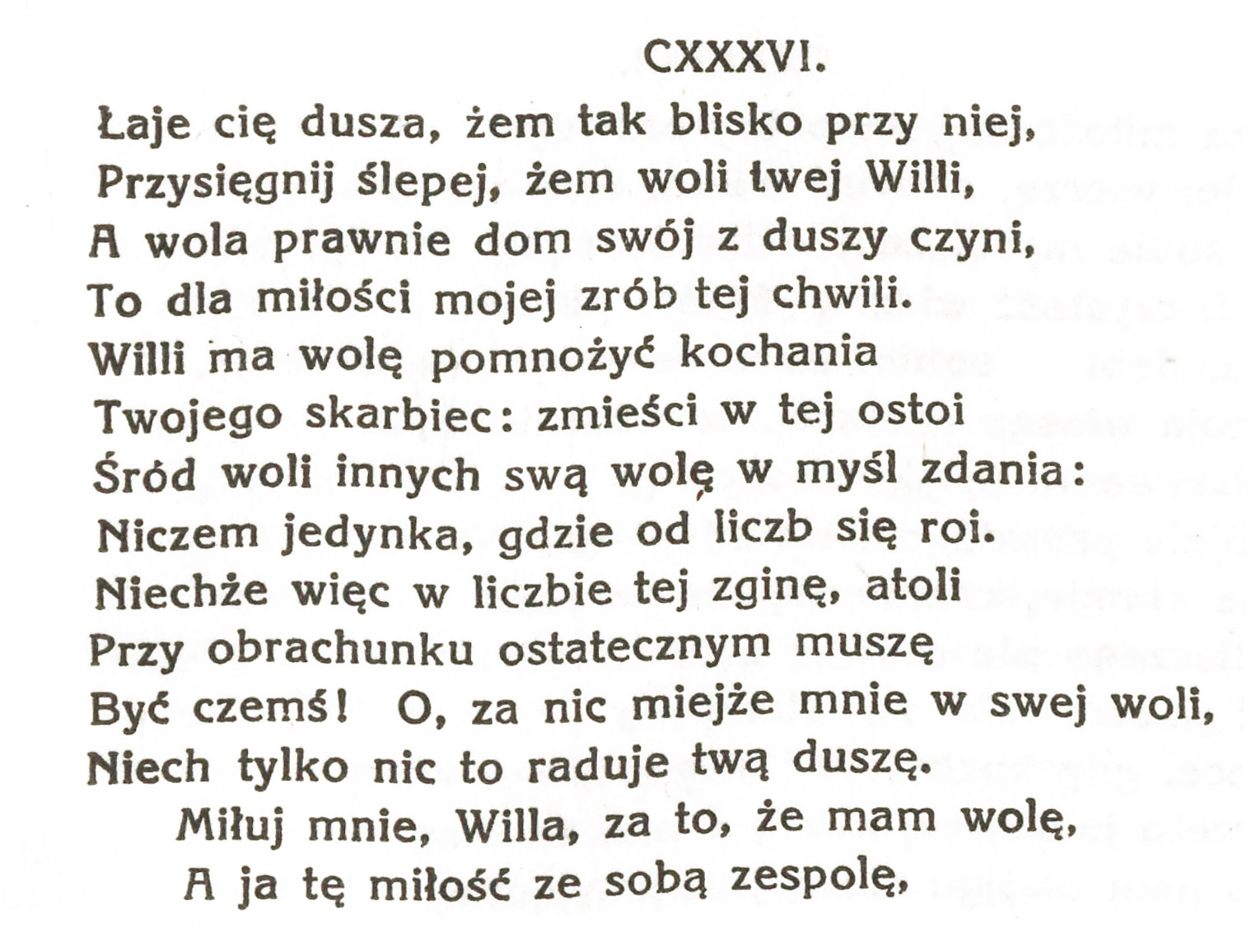
Pierwszy przekład sonetu 136 na język polski z 1922 przez Jana Kasprowicza.

If thy soul check thee that I come so near,
 
Swear to thy blind soul that I was thy Will,

And will, thy soul knows, is admitted there;

Thus far for love, my love-suit, sweet, fulfil.

Will, will fulfil the treasure of thy love,

Ay, fill it full with wills, and my will one.

In things of great receipt with ease we prove

Among a number one is reckoned none:

Then in the number let me pass untold,

Though in thy store's account I one must be;

For nothing hold me, so it please thee hold

That nothing me, a something sweet to thee:

Make but my name thy love, and love that still,
And then thou lovest me for my name is 'Will.'

Łaje cię dusza, żem tak blisko przy niej,
 
Przysięgnij ślepej, żem woli twej Willi,
 
A wola prawnie dom swój z duszy czyni,
 
To dla miłości mojej zrób tej chwili.
 
Willi ma wolę pomnożyć kochania
 
Twojego skarbiec: zmieści w tej ostoi
 
Śród woli innych swą wolę w myśl zdania:
 
Niczem jedynka, gdzie od liczb się roi.
 
Niechże więc w liczbie tej zginę, atoli
 
Przy obrachunku ostatecznym muszę
 
Być czemś! O, za nic miejże mnie w swej woli,
 
Niech tylko nic to raduje twą duszę.

Miłuj mnie, Willa, za to, że mam wolę,
A ja tę miłość ze sobą zespolę.

Sonet 136 (incipit IF thy ſoule check thee that I come ſo neere) – jeden z cyklu 154 sonetów autorstwa Williama Szekspira. Po raz pierwszy został opublikowany w 1609 roku.

## Treść
W sonecie tym podmiot liryczny, przez niektórych badaczy utożsamiany z autorem, kontynuuje we frywolny sposób zabiegi o seksualną akceptację ze strony Czarnej Damy. Czyni to nie tylko tworząc kalambury słowne przy użyciu słowa will, które w tym sonecie może mieć siedem znaczeń:  pragnienie osoby lub rzeczy, cielesne pożądanie lub tęsknota seksualna, czasownik posiłkowy oznaczający czas przyszły, premedytacja lub determinacja, potoczne określenie męskiego organu płciowego, potoczne określenie żeńskiego organu płciowego oraz zdrobnienie od imienia William, ale również w oparciu o słowa coś (ang. something) oraz nic (ang. nothing). 

## Polskie przekłady
Sonety 135 i 136 zostały uznane za nieprzetłumaczalne przez ks. Marię Sułkowską oraz Władysława Tarnawskiego, ze względu na grę słów w języku angielskim wokół słowa will, niemożliwą do oddania w języku polskim. 
| 1922 |  | Łaje cię dusza, żem tak blisko przy niej,    |  | Jan Kasprowicz      | [ 4 ]  |
| 1968 |  | Żeby mi za złe brała, że sięgam zbyt blisko, |  | Marian Hemar        | [ 13 ] |
| 1979 |  | Jeśli mnie łaje twoja ślepa dusza,           |  | Maciej Słomczyński  | [ 14 ] |
| 2011 |  | Jeśli dusza cię złaje, żeś mnie dopuściła,   |  | Stanisław Barańczak | [ 6 ]  |
| 2015 |  | Gdy cię „ja” twoje za mą bliskość zgani      |  | Ryszard Długołęcki  | [ 15 ] |